# 阿羅約翁多 (新墨西哥州陶斯縣)
阿羅約翁多（英語：Arroyo Hondo）是位於美國新墨西哥州陶斯縣的普查規定居民點。

## 人口
根據2020年美國人口普查的數據，阿羅約翁多的面積為4.27平方千米，皆為陸地。當地共有人口428人，而人口密度為每平方千米100.23人。